# Liste der Kulturdenkmäler in Mauel
In der Liste der Kulturdenkmäler in Mauel sind alle Kulturdenkmäler der rheinland-pfälzischen Ortsgemeinde Mauel aufgeführt. Grundlage ist die Denkmalliste des Landes Rheinland-Pfalz (Stand: 27. Juni 2022).

## Denkmalzonen
| Bezeichnung         | Lage                                                  | Baujahr         | Beschreibung | Bild |
| ------------------- | ----------------------------------------------------- | --------------- | --- | ---- |
| Denkmalzone Urmauel | westlich des Ortes auf einer Terrasse im Prümtal Lage | 19. Jahrhundert | zwei Streckhöfe; Wohnhaus mit Kniestock, bezeichnet 1802, im Kern eventuell älter, Wirtschaftsgebäude und Backhaus; der zweite Streckhof wohl aus der Mitte des 19. Jahrhunderts | BW   |

## Einzeldenkmäler
| Bezeichnung | Lage                                    | Baujahr | Beschreibung                                                      | Bild            |
| ----------- | --------------------------------------- | ------- | ----------------------------------------------------------------- | --------------- |
| Portal      | Dorfstraße, an Nr. 31 Lage              | 1795    | ehemaliger Hauseingang, barockes Oberlichtportal, bezeichnet 1795 | BW              |
| Wegekreuz   | nördlich des Ortes an der K 125 Lage    | 1847    | hohes nachbarockes Schaftkreuz, bezeichnet 1847                   | Fotos hochladen |
| Wegekreuz   | südöstlich des Ortes am Staudenhof Lage | 1776    | Schaftkreuz, bezeichnet 1776                                      | BW              |